# Batallón Británico
El Batallón Británico (denominado oficialmente Batallón Saklatava en honor de Shapurji Saklatvala, cofundador del Partido Comunista de Gran Bretaña y miembro de la Cámara de los Comunes) fue una de las unidades formadas por voluntarios que participó en la guerra civil española en apoyo de la Segunda República dentro de la XV Brigada Internacional.

## Historial
Aunque con anterioridad a su organización en España en 1937 ya habían llegado algunos voluntarios procedentes del Reino Unido, no es hasta entonces cuando se considera su formación.

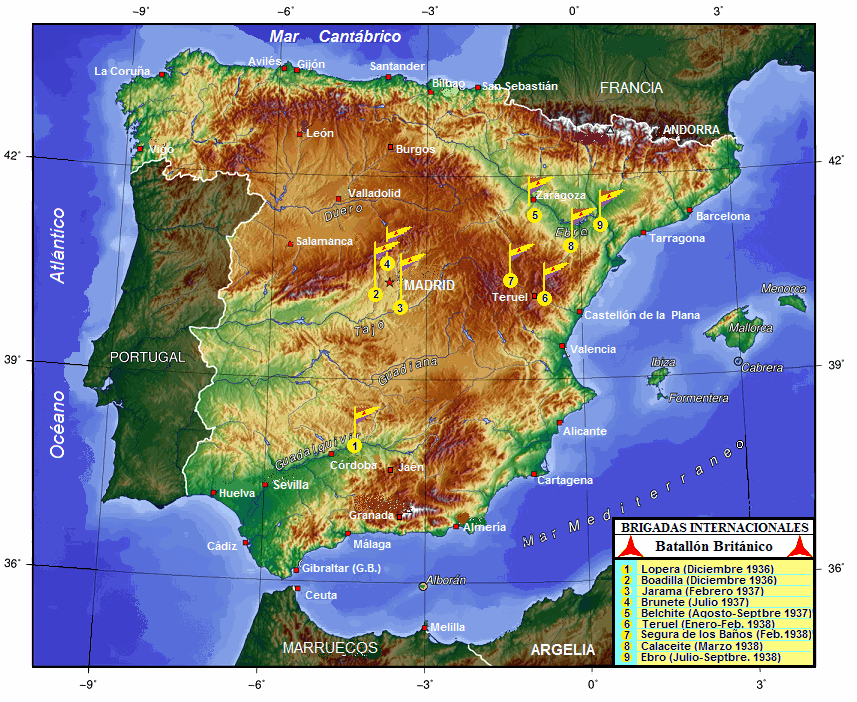
Lugares donde combatió el Batallón Británico de las Brigadas Internacionales.

El primer enfrentamiento digno de mención tuvo lugar durante la batalla del Jarama en febrero de 1937, en donde cuatrocientos cincuenta de los seiscientos integrantes de la unidad murieron o fueron heridos de gravedad, bajo la dirección del comandante Tom Wintringham. En julio del mismo año, Vicente Rojo, general republicano, ordenó el desplazamiento de unidades, entre ellas la Brigada Británica, hacía Brunete para, actuando en esa zona, aliviar el peso sobre la capital de España donde se libraba una batalla desigual. También participó en las batallas de Teruel y del Ebro.
El número de muertos de la unidad durante su estancia en España fue de aproximadamente cuatrocientos noventa, y mil doscientos heridos graves sobre un total de dos mil voluntarios.